# Villa Vásquez (ort)
Villa Vásquez är en ort i Dominikanska republiken.   Den ligger i provinsen Monte Cristi, i den nordvästra delen av landet, 210 km nordväst om huvudstaden Santo Domingo. Villa Vásquez ligger 32 meter över havet och antalet invånare är 11 642.
Terrängen runt Villa Vásquez är lite kuperad. Runt Villa Vásquez är det ganska tätbefolkat, med 58 invånare per kvadratkilometer. Villa Vásquez är det största samhället i trakten. Omgivningarna runt Villa Vásquez är en mosaik av jordbruksmark och naturlig växtlighet.